# Pepe Julian Onziema
Pepe Julian Onziema (30 novembre 1980) è un attivista transgender ugandese, membro della ONG Sexual Minorities Uganda (SMUG).

## Biografia
Cresciuto in una famiglia molto ampia e tollerante, Onziema dichiarò la sua omosessualità all'età di 12 anni, che fu accettata senza problemi dai suoi familiari. Tre anni dopo, scrisse un articolo in difesa di alcuni studenti della sua scuola, espulsi perché sospettati di essere omosessuali, dopo che i loro nomi furono pubblicati su un quotidiano locale.
Onziema divenne un attivista per i diritti LGBT nel 2003. Fa parte di Sexual Minorities Uganda dal 2004, di cui è direttore dei progetti e portavoce.
Nel 2008, fu arrestato per violazione di domicilio assieme ad altri due attivisti, con cui stava facendo volantinaggio ai margini di una conferenza sull'HIV. Il processo andò avanti per vari mesi e, durante la sua permanenza in carcere, Onziema fu oggetto di ripetute molestie dalle guardie carcerarie. Successivamente le accuse furono ritirate e i tre furono liberati.
Nel 2010, fu uno dei tre attivisti di SMUG che citarono in giudizio il tabloid Rolling Stone, reo di aver pubblicato in due separate occasioni più di 100 nominativi di persone omosessuali o presunte tali, incitando nel primo caso a "impiccarli". La Suprema Corte dell'Uganda impose al tabloid di interrompere la pubblicazione dei nominativi e concesse ai tre attivisti Kasha Jacqueline, David Kato e Pepe Onziema un risarcimento di 1,5 milioni di scellini ciascuno.
Nel 2012, ha co-organizzato il primo Gay pride in Uganda, che continua a essere celebrato ogni anno, sebbene l'omosessualità sia ancora illegale nel Paese.
Nel 2014, il suo nome apparve sul quotidiano Red Pepper come uno dei "200 omosessuali più importanti" del Paese, assieme ad altre personalità ugandesi di spicco (alcune delle quali non hanno mai fatto coming out).
Particolare successo e scalpore ottenne una sua intervista alla TV di stato ugandese condotta dal presentatore Simon Kaggwa Njala che cominciò l'intervista con la frase "Why are you gay?" ("perché sei gay?"), poi diventata un meme. L'intervista fu poi interrotta dall'intervento di Martin Ssempa, un pastore protestante ugandese, che portò delle verdure in trasmissione accusando Pepe di atti di sodomia e dichiarando che gli americani lo volevano bombardare per le sue dichiarazioni contro gli omosessuali.

## Vita privata
Onziema inizialmente si identificava come donna lesbica, successivamente come uomo. Ha dichiarato di essersi sottoposto ad un cambio di sesso. 

## Riconoscimenti
- 2012: Clinton Global Citizen Award[17]
- 2014: Stonewall's Hero of the Year[18]
- 2015: GLAAD Media Award[19]